# كريسولو
كريسولو (بالفرنسية: Crusol) هي بلدية (كوميون) في مقاطعة كونيو في المنطقة الإيطالية بيدمونت، وتقع على بعد نحو 60 كيلومتر (37 ميل) جنوب غرب تورينو ونحو 45 كيلومتر (28 ميل) شمال غرب كونيو، على الحدود مع فرنسا. ينبع نهر بو من موقع قريب من البلدة، تحديداً على 2,020 متر (6,630 قدم).
تقع كريسولو على حدود البلديات التالية: بانيولو بيمونتي، بوبيو بيليتشي، أونتشينو، أوستانا، بونتكیانالي، ريستولاس (فرنسا)، فيلار بيليتشيه.
يوجد ملاذ مخصص لسانت شيافريدو في كريسولو.